# Brunella Tocci
Brunella Tocci, all'anagrafe Bruna Tocci (Roma, 24 maggio 1937), è una giornalista, conduttrice televisiva e scrittrice italiana eletta Miss Italia 1955.

## Biografia
Nata a Roma ed eletta Miss Calabria, ha vinto il concorso Miss Italia nel 1955 a Rimini. Iniziò la sua carriera televisiva come giornalista e  poi conduttrice televisiva. In seguito è stata tra le vallette di Mario Riva al Musichiere. Fu anche scelta per posare in alcune locandine pubblicitarie e nello spot della Fiat Nuova 500 nel 1957.

Foto pubblicitaria della Fiat Nuova 500 del 1957, con Brunella Tocci alla guida dell'auto.

Successivamente ha lavorato come annunciatrice televisiva dalla sede Rai di Roma (insieme a Nicoletta Orsomando, Gabriella Farinon, Aba Cercato, Anna Maria Gambineri, Mariolina Cannuli ed Anna Maria Xerry De Caro). Nel 1963 è la madrina per la Calabria a Gran Premio (la Canzonissima di quell'anno), l'anno dopo con Pippo Baudo è a Un disco per l'estate 1964 che lanciò il tormentone estivo Sei diventata nera.
Ha poi avuto un'interessante esperienza come funzionaria Rai: era funzionaria di servizio, tra i quattro funzionari che "aprivano" letteralmente le trasmissioni TV, avendo fisicamente le chiavi del locale mixer, da cui si irradiavano tutte le trasmissioni.
Dal 1971 è giornalista professionista iscritta all'Ordine dei Giornalisti dell'Umbria, ed ha condotto dapprima il Telegiornale del pomeriggio tra il 1972 ed il 1976, alternandosi con Bianca Maria Piccinino, Angela Buttiglione e Gabriella Martino, e poi, a seguito della riforma della Rai del 1975, è stata nel marzo dello stesso anno tra i fondatori del TG2 diretto da Andrea Barbato, e a lungo ideatrice e conduttrice del TG2 Stanotte, con Nuccio Puleo e altri famosi giornalisti.
Ha ideato e condotto varie rubriche giornalistiche della Rai, tra cui Vediamoci sul Due e Spazio Donna, con particolare attenzione alle tematiche della condizione femminile. Per anni è stata autrice di varie rubriche su quotidiani e periodici, tra cui Penelope con gli stivali e Rosa ma non troppo....